# Csaba Sándor Tabajdi
Dans le nom hongrois Tabajdi Csaba Sándor, le nom de famille précède le prénom, mais cet article utilise l’ordre habituel en français Csaba Sándor Tabajdi, où le prénom précède le nom.
Csaba Sándor Tabajdi, né le 26 juin 1952 à Kiskunfélegyháza, est un homme politique hongrois. Membre du Parti socialiste hongrois, il est député européen de 2004 à 2014.

## Biographie
Après avoir été observateur au Parlement européen avant l'adhésion de son pays le 1er mai 2004, il devient député à part entière après cette date et est réélu lors des Élections européennes de 2004 et de 2009.
Au cours de la 7e législature au parlement européen, il siège au sein de l'Alliance progressiste des socialistes et démocrates au Parlement européen. Il est membre de la commission des pétitions et de celle de l'agriculture et du développement rural.